# Cédric Gogoua
Cédric Gogoua Kouame (Abiyán, 10 de julio de 1994) es un futbolista marfileño que juega de defensa en el F. C. Shinnik Yaroslavl de la Liga Nacional de Fútbol de Rusia.

## Clubes
| Club                            | País            | Año       |
| ------------------------------- | --------------- | --------- |
| Africa Sports                   | Costa de Marfil | 2010-2012 |
| Issia Wazi                      | Costa de Marfil | 2013-2014 |
| SJK                             | Finlandia       | 2014-2016 |
| Partizán de Belgrado            | Serbia          | 2016-2017 |
| Riga F. C.                      | Letonia         | 2017      |
| F. C. Kairat Almaty             | Kazajistán      | 2017-2018 |
| SKA Khabarovsk                  | Rusia           | 2018-2019 |
| B. F. C. Daugavpils             | Letonia         | 2019      |
| F. C. Tambov                    | Rusia           | 2019      |
| P. F. C. CSKA Moscú             | Rusia           | 2019-2021 |
| F. C. Rotor Volgogrado (cedido) | Rusia           | 2020-2021 |
| F. C. Turan                     | Kazajistán      | 2022      |
| F. C. Istiklol                  | Tayikistán      | 2023      |
| F. C. Shinnik Yaroslavl         | Rusia           | 2024      |
| F. K. Jimki                     | Rusia           | 2024-2025 |
| F. C. Shinnik Yaroslavl         | Rusia           | 2025-     |